# رقصة السيف

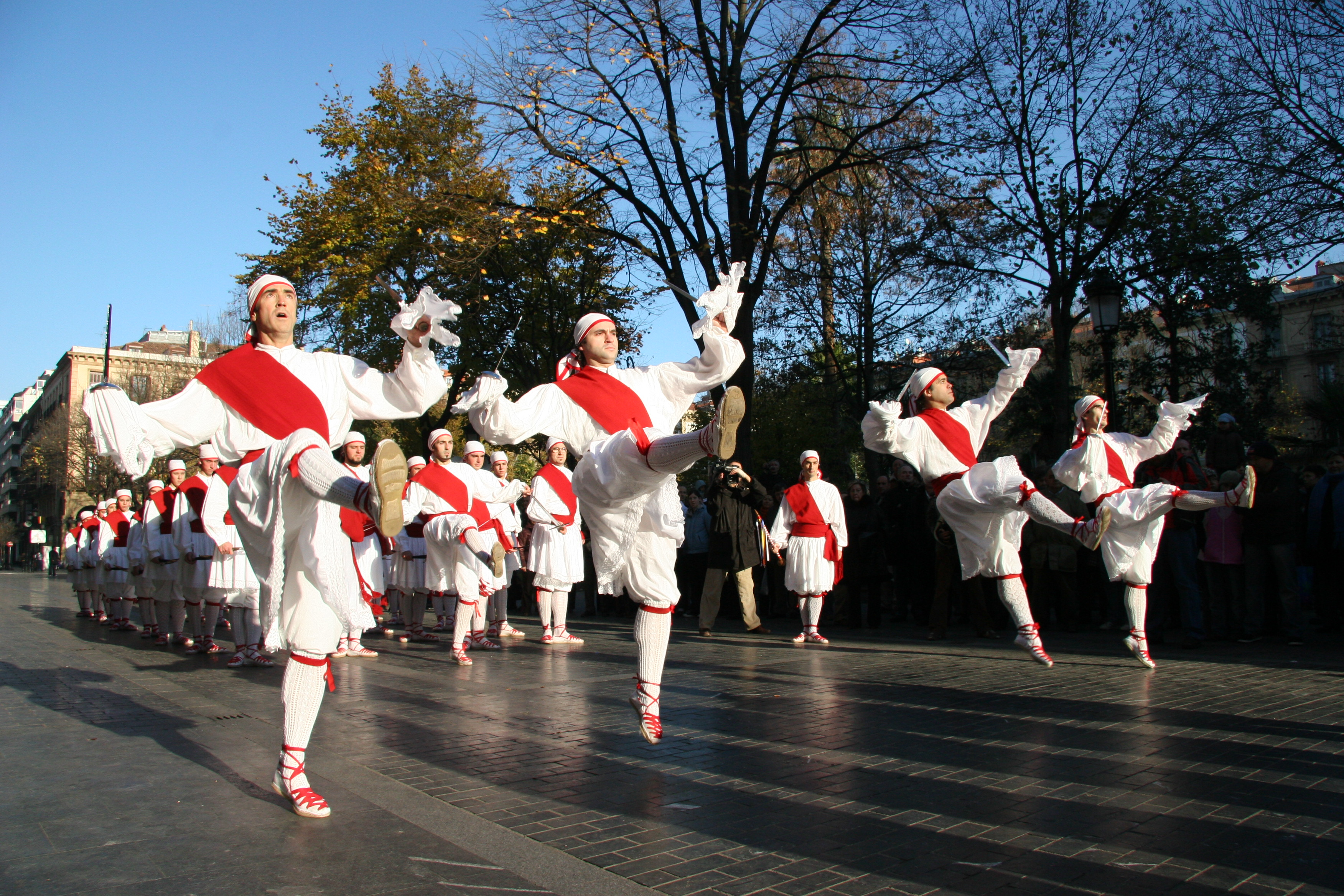
رقصة سيف الباسك

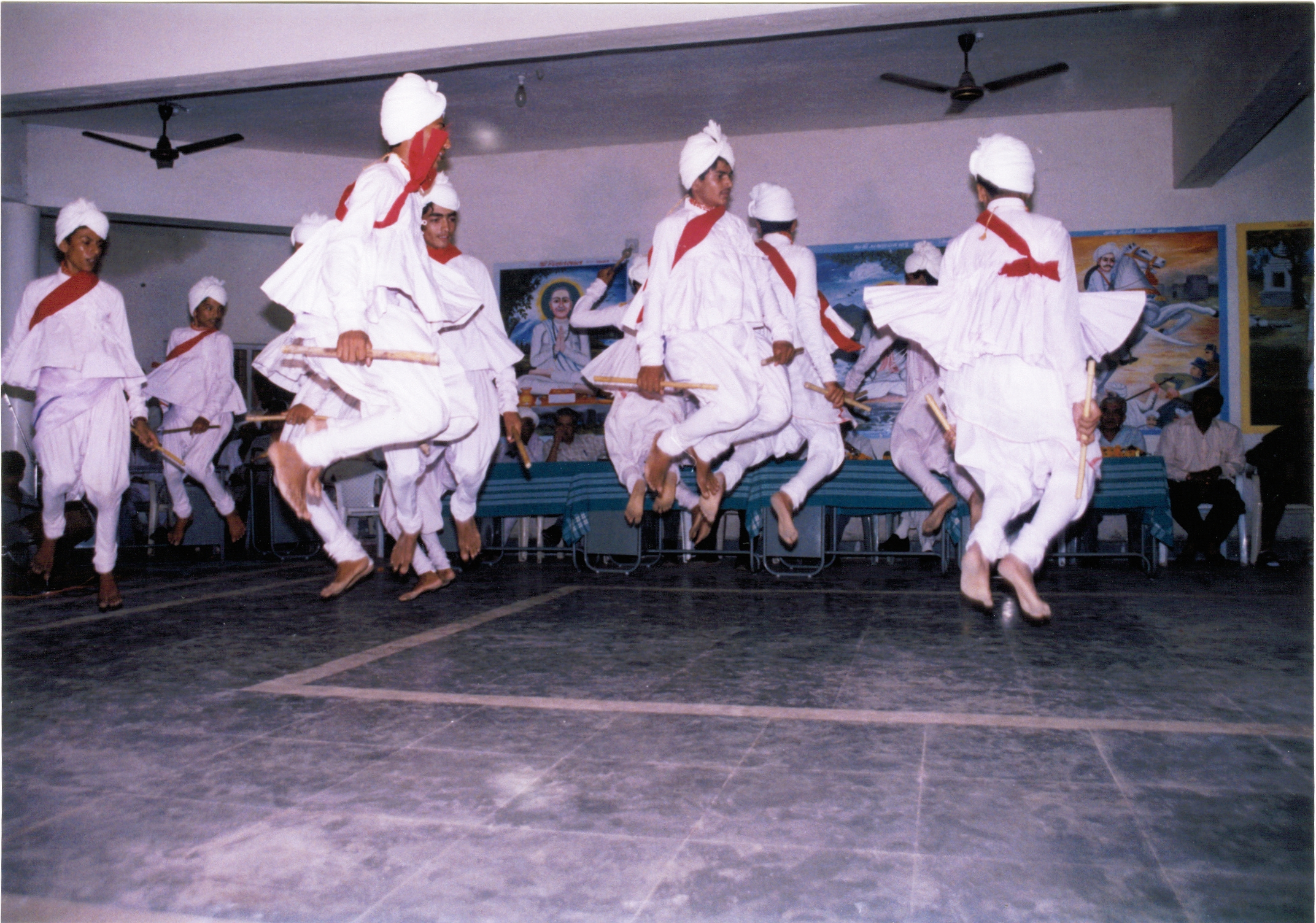
Mer Dandiya، رقصة سيف تؤديها مجتمعات سوراشترا

رقصات السيف هي رقصات موثقة عبر تاريخ العالم. هناك تقاليد مختلفة لرقصات السيف المنفردة والجماعية (Pyrrhic) من إفريقيا،  آسيا  وأوروبا.
تشمل الأنواع العامة لرقصة السيف ما يلي:
- راقصات منفردة حول السيوف – مثل رقصات السيف الاسكتلندية التقليدية. يشمل هذا الشكل العام أيضًا رقصات غير السيف مثل الرقص بالعصي (الباكا) في رقصة كوتسوولد موريس، [5]
- رقصات المعركة الوهمية، بما في ذلك العديد من رقصات العصا من تقاليد غير السيف، والرقصات القارية الشائعة مثل بوفونزأو ماتاتشينز كما وصفها ثوينوت أربياو في عام 1588.[6]
- رقصات بمقبض الصيف ورأسه – حيث يتم ربط الراقصين ببعضهم البعض بواسطة سيوفهم في سلسلة. هذه تشكل الأساس لرقصات سيف الرابر والسيف الطويل.[7]

## الصين وفيتنام

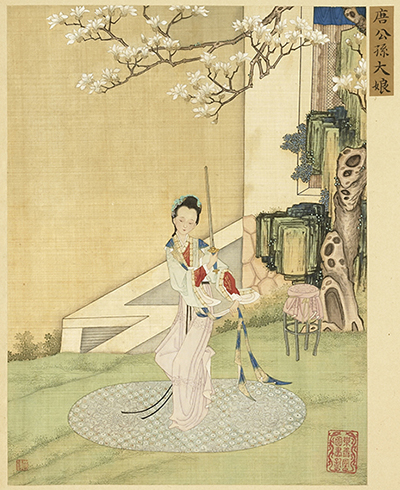
السيدة غونغسون من سلالة تانغ، التي اشتهرت برقص السيف الأنيق، كما هو موضح في Gathering Gems of Beauty (畫 麗珠 萃 秀)

بدأت رقصات السيف في الصين وفيتنام، المعروفة باسم جيان وو أو ميا كييم، كتدريب عسكري بالسيوف والرماح التي تطورت إلى رقصة بهلوانية متقنة. كانت جيان وو واحدة من أربع رقصات كلاسيكية استخدمت في الأوبرا الصينية والفيتنامية. تعد كل من هذه الرقصات ذات مغزى كبير في عروض الأوبرا وغالبًا ما كانت تستخدم لوصف الحبكة. وجد رقص السيف أيضًا استخدامًا في الثقافات الصينية والفيتنامية من أجل التواصل مع القوى الخفية وجرى القيام بالرقص بالسيف في محاولة لإيصال المشاعر للأرواح الميتة التي قد تزعج الأسرة.
هناك عدد غير قليل من الأساليب في فن رقص السيف. يركز الأسلوب الأول على الاسترخاء والمرونة بينما يركز النمط الآخر على السرعة والقوة. هناك أيضًا أنواع مختلفة من السيوف والأسلحة المستخدمة أثناء كل رقصة. عادةً ما يتم استخدام السيف الطويل بحركات درامية أبطأ أثناء الأداء الفردي بينما يجري استخدام السيوف الأقصر بوتيرة عالية جدًا أثناء رقصة السيف بين شخصين أو أكثر. يتطلب كل نمط حركات معينة تتطلب من الراقص أن يكون رشيقًا ورياضيًا للغاية.

## شبه القارة الهندية
نشأت العديد من رقصات السيف في شبه القارة الهندية مع التقاليد العسكرية في المنطقة، والتي تتمثل في تقليد جاتكا الراسخ منذ فترة طويلة، والذي نشأ عن مبدأ العسكرة الثيوصوفية المتجانسة الموجودة داخل السيخية. البيكا أخادا التي كانت تستخدم سابقًا لتدريب محاربي أوريسان تؤدي الآن رقصات السلاح في الشوارع خلال المهرجانات. رقصات أخرى مثل dandiya mer هي مجرد تصوير مسرحي للمعركة، في حين أن بعض الرقصات مثل choliya من منطقة كوماون استخدمت لطرد الأرواح الشريرة. لا تزال رقصات السيف تُؤدى بشكل شائع في حفلات الزفاف والمناسبات الأخرى في شبه القارة الهندية اليوم.

### شبه القارة الهندية
رقصات شبه القارة الهندية تشمل رقصة سيف تشاو،  رقصة سيف خاسي القبلية،  رقصة سيف قبيلة بهوتيا،  رقصة سيف لاخارو لي، رقصة سيف خيجاما-فاناي، رقصة سيف غوجارات ورقصة سيف خاتاك في المناسبات الاحتفالية. 

## الشرق الأوسط

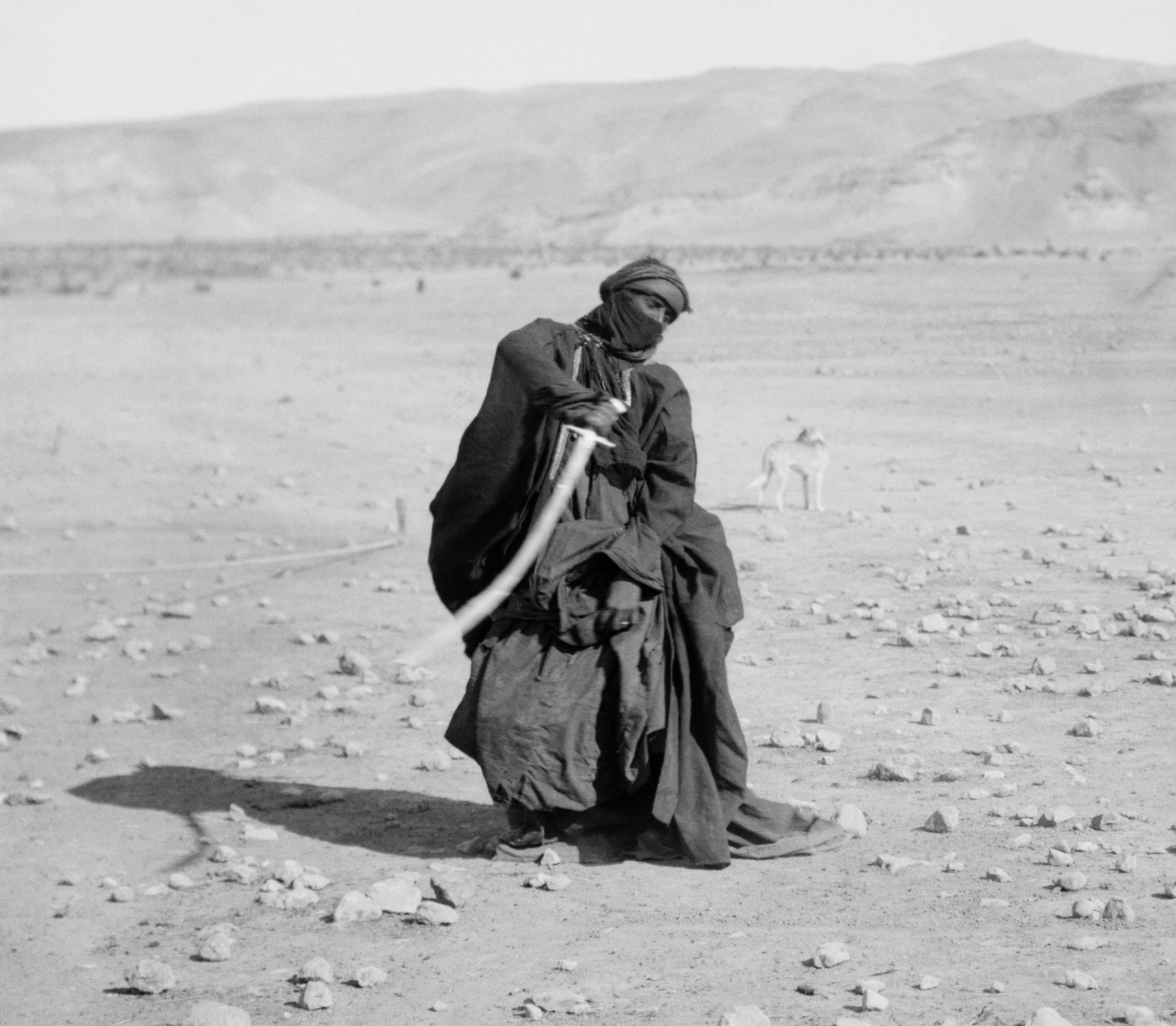
بدوية تؤدي رقصة السيف، 1910

رقصات السيوف العربية (رقص السيف) تطورت من القتال بالسيف بين الرجال، في كل من مصر وتركيا. حتى أنه كان هناك وقت كان السلطان يحظر فيه الرقص بالسيف خلال الحكم العثماني، حيث كان يعتقد أن الراقصين الذين أخذوا سيوف الجنود وتظاهروا بقتلهم في نهاية العروض، قاموا بجمع السيوف لبدء المقاومة. ضد الجيش. لم يتم إرجاع هذه السيوف. لم تكن رقصة السيف النسائية منتشرة في غرب آسيا. قام الرجال في مصر بأداء رقصة تسمى الأرض، وهي رقصة عسكرية تشمل السيوف المرتفعة، لكن لم يكن معروفًا على نطاق واسع أن النساء يستخدمن السيوف كدعامات أثناء رقصهن في الأماكن العامة. ومع ذلك، تُظهر اللوحات والنقوش التي رسمها الفنان الفرنسي جان ليون جيروم (الذي زار مصر في القرن الثامن عشر) راقصين سيوف يوازنون السيوف على رؤوسهم. يتم أداء رقصة كيليتش كالاكان التركية في بورصة حصريًا من قبل الرجال بالسيف والدرع، وتمثل الفتح العثماني للمدينة. يرتدي فناني الأداء لباس المعركة العثماني القديم ويرقصون على صوت اصطدام السيوف والدروع بدون موسيقى.

## معركة وهمية
تم العثور على رقصات سيف لمحاكاة المعركة الوهمية في جميع أنحاء العالم، تتراوح من Xiphism اليونانية، والرقصة الرومانية القديمة سالتاتيو أرماتم، إلى المعارك الآسيوية النموذجية. تتضمن بعض رقصات السيف الأوروبية، مثل الموريشكا من جزيرة كورتشولا في كرواتيا.[بحاجة لمصدر]

## رقصات السيف
رقصات السيف تؤدى أو كانت تؤدى في جميع أنحاء أوروبا. تتركز هذه الرقصات بشكل خاص في منطقة تتوافق مع حدود الإمبراطورية الرومانية المقدسة في حوالي 1400-1500 ولا زال يجري أداء العديد من هذه الرقصات التقليدية في إنجلترا،  جمهورية التشيك وألمانيا والنمسا وشمال إيطاليا وفرنسا وبلجيكا، وشبه الجزيرة الأيبيرية، مع تركيز خاص في بلاد الباسك، غاليسيا والأندلس.
جرى تسجيل رقصات السيف التي تؤديها سميث وكوتلرز في نورمبرج منذ عام 1350. وقد نجت سجلات القرن السادس عشر لرقصات السيف في أنحاء ألمانيا. بقيت صور الرقصات من زيورخ (1578) ونورمبرغ (1600). تم تسجيل رقصة في اسكتلندا عام 1285، ولجرى العثورعليها في وثيقة من عام 1440.
يمكن العثور على رقصات السيف التقليدية على الجانب الإيطالي من جبال الألب الغربية. المواقع الرئيسية هي Giaglione Venaus وS. Giorio في وادي سوسا، ويجري أداء رقصة Spadonari حتى الآن" ومعنى اسم الرقصة هو (أصحاب السيف) وذلك بين نهاية يناير وبداية فبراير. ترتبط هذه الرقصة أيضًا بإعادة ميلاد الطبيعة والنباتات.
في رومانيا، في رقصة تسمى كالوساري، تعتبر رقصة السيف شبيهة برقصة موريس، وهي جزء من رقصة طقسية أكثر تعقيدًا تتضمن عناصر من طقوس الخصوبة وتقديس الخيول.
تشمل رقصات السيف والنقطة التقليدية في إنجلترا سيف الراب والسيف الطويل، على الرغم من أن كلاهما يؤديه الآن أيضًا فرق إحياء خارج مناطقهم التقليدية، بما في ذلك الفرق في معظم العالم الناطق باللغة الإنجليزية. كما تم إحضار رقص السيف الإنجليزي إلى العالم الجديد في البداية كجزء من «إحياء موريس» في السبعينيات والثمانينيات. الفرق موجودة الآن في معظم المناطق الحضرية الكبرى في أمريكا الشمالية. نييورك سيتي سورد آلي هو تجمع سنوي يقام خلال عطلة نهاية الأسبوع في يوم الرؤساء ويجمع أكثر من عشرة فرق سيف من الساحل الشرقي وحول العالم.

## الأدب
- ستيفن دي كورسين، رقصة السيف في أوروبا: تاريخ ، لندن: مطبعة هيسارليك (1997).

## روابط خارجية
- مغني الراب اون لاين - معلومات عن رقصة مغني الراب بالسيف
- نظرة عامة على رقصات السيف والنقطة (من Rapper Online ؛ تتضمن الصور ومقاطع الفيديو والروابط)
- ميزة رقصة السيف البافارية (شويرتانز تراونشتاين، يوتيوب)
- جياجليوني، إيطاليا، رقصة السيف
- Star Of Swords - يروي قصة رقصة السيف الأوروبية من فرنسا وإيطاليا وإسبانيا وبلاد الباسك وإنجلترا
- رقصات السيف في كرواتيا نسخة محفوظة 14 أكتوبر 2013 على موقع واي باك مشين.